# Maciej Bodasiński
Maciej Bodasiński (ur. 22 listopada 1977) − polski reżyser i producent filmowy, scenarzysta, dokumentalista.
Ukończył VI Liceum Ogólnokształcące im. Tadeusza Reytana w Warszawie (1996), a następnie studiował na Uniwersytecie Warszawskim. Był autorem cyklów Archiwum XX wieku dla TV Puls (2001), S jak Szpieg dla TVP1 (2004−2005) oraz Wielkie Napady PRL-u dla TVP3 (2005). W latach 2003−2006 był producentem cyklu „Raport specjalny” dla Telewizji Polsat. Współpracował z TVP1 i TVP2. Jest laureatem Nagrody Grand Press w 2004 oraz wyróżnienia Stowarzyszenia Dziennikarzy Polskich. Uhonorowano go również nagrodami na Międzynarodowym Katolickim Festiwalu Filmów i Multimediów w Niepokalanowie w latach 2005, 2007, 2008 i 2010.
Razem z Lechem Dokowiczem był pomysłodawcą akcji Różaniec do Granic. Prowadzi z nim wytwórnię filmową Mikael.

## Filmografia (wybór)
- 2012: Basia − reżyseria[9]
- 2012: Ja Jestem − scenariusz, reżyseria, zdjęcia
- 2008: Duch − scenariusz, reżyseria, produkcja
- 2007: Egzorcyzmy Anneliese Michel − realizacja, scenariusz, zdjęcia
- 2006: Boskie Oblicze − scenariusz, produkcja
- 2006: Kobiety '76 − reżyseria, scenariusz
- 2006: Przebaczyć − realizacja, scenariusz, produkcja
- 2004−2005: S jak Szpieg − realizacja, scenariusz
- 2004: Śmierć na życzenie? − realizacja, scenariusz